# Germay
Germay település Franciaországban, Haute-Marne megyében. Lakosainak száma 49 fő (2022. január 1.). Germay Germisay, Lezéville, Morionvilliers, Thonnance-les-Moulins, Grand és Épizon községekkel határos.

## Népesség
A település népességének változása:
| Lakosok száma | 77   | 81   | 67   | 46   | 48   | 45   | 45   | 48   | 50   | 49   |
|               | 1968 | 1982 | 1990 | 2006 | 2013 | 2015 | 2017 | 2019 | 2020 | 2022 |